# Westfälische Straßenbahn

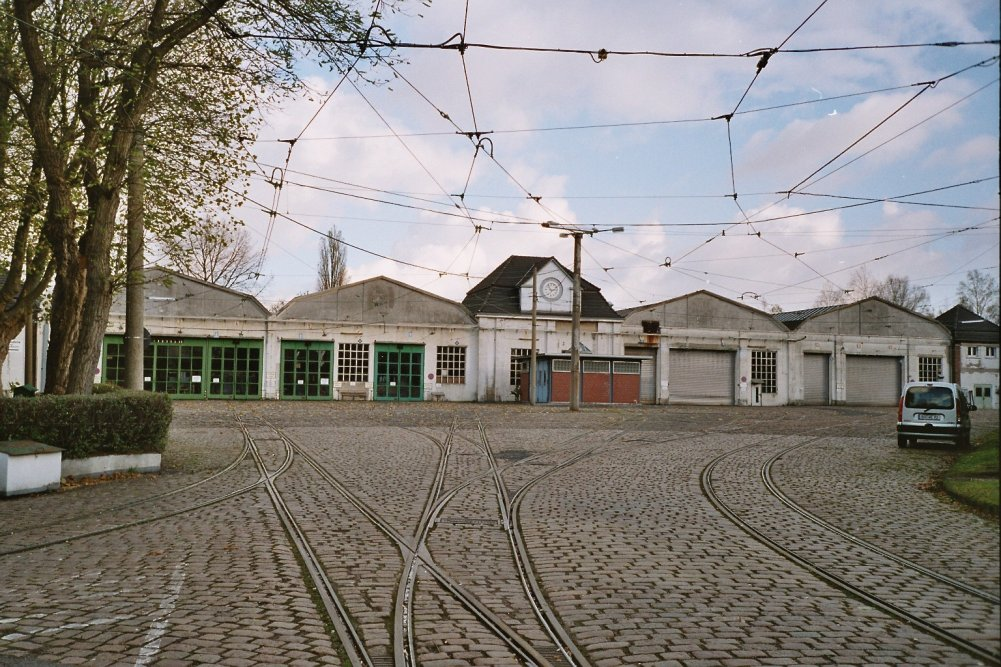
Der Sitz der Westf. Straßenbahn in Gerthe-Hiltrop, zuletzt Hauptwerkstatt der Bogestra

Am 15. Mai 1912 entstand aus der Bochum-Castroper Straßenbahn durch Umbenennung die Westfälische Straßenbahn. Neben dieser Umbenennung gingen die Märkische Straßenbahn und die Straßenbahn der Stadt Herne in der neuen Gesellschaft auf. Gesellschafter dieses neuen Unternehmens waren die Gemeinden Annen, Börnig, Castrop, Gerthe, Harpen, Herne, Laer, Langendreer, Lütgendortmund, Sodingen, Werne und Witten. Somit erfolgte die Bedienung des Gebietes zwischen Bochum, Castrop, Herne und Witten durch lediglich eine Gesellschaft.
Das neue Unternehmen befuhr 54,8 km Strecke, hatte 5 Betriebshöfe und bediente 10 Linien. Der Versuch, die Straßenbahn Herne-Sodingen-Castrop, dem einzigen kleinen Fremdbetrieb im Einzugsgebiet der Westfälischen Straßenbahn, zu übernehmen, scheiterte. Dieses Unternehmen existiert bis heute als reiner Omnibusbetrieb.

## Geschichte
Bereits 1912 befuhr das Unternehmen die Strecke der Kommunalen Straßenbahn-Gesellschaft Landkreis Gelsenkirchen zwischen Baukau, Eickel und Höntrop, erwarb diese Strecke allerdings erst am 21. Juli 1926. Diese Strecke lag im Gebiet der BOGESTRA. In den folgenden Jahren nahm das Unternehmen noch auf weiteren Strecken den Betrieb auf. Durch den Betritt der Stadt Herne ging am 15. Mai 1912 die Straßenbahn der Stadt Herne in der Westfälischen Straßenbahn auf. Im Jahre 1917 begann zudem der bisher im kleinen Umfang durchgeführte Gütertransport erheblich zuzunehmen. Man hatte zuvor hauptsächlich Kohle von den Zechen zu den Stahlwerken befördert. Im Februar 1917 transportierte man 8.120 Tonnen und im Dezember 1918 bereits 9.250 Tonnen an Gütern. Im März 1922 wurde auf Initiative der Westfälischen Straßenbahn die Straßenbahn-Gütertransport-Gemeinschaft gegründet. Die Gemeinschaft transportierte im März 1922 im Gebiet von Bochum, Dortmund, Gelsenkirchen, Herne, Recklinghausen und Witten insgesamt 15.500 Tonnen Waren aller Art.
Neben dem Transport von Gütern fuhr die Westfälische Straßenbahn auch die Post zwischen Bochum, Gerthe und Harpen. Dies ging auf einen Vertrag zurück, welcher von der Bochum-Castroper Straßenbahn am 3. September 1909 geschlossen worden war. Die Postbeförderung fand bis 1921 statt.
In den Jahren 1921/22 öffnete die während des Krieges stillgelegte Strecke von Werne nach Lütgendortmund neu. Infolge der Hyperinflation in den 1920er Jahren wurden die Strecken in Witten 1922 stillgelegt. Nach der Besetzung des Ruhrgebietes durch die Franzosen im Jahr 1923 reaktivierte man diese Strecke allerdings wieder, um für die unterbrochenen Eisenbahnverbindungen einzuspringen. Trotz der Schwierigkeit in den 20er Jahren kamen zahlreiche neue Strecken hinzu.
- 23. Dezember 1921 von Eickel nach Wanne
- 11. Oktober 1925 von Wattenscheid nach Leithe
- 23. Oktober 1927 eine Streckenverlängerung in Wattenscheid
- 15. November 1928 eine Streckenverlängerung in Gerthe
- 1. Oktober 1929 von Witten über Heven nach Herbede
- 1. Dezember 1929 von Herne nach Hiltrop
- 18. Dezember 1929 ein Streckenverlängerung in Höntrop

So hatte die Westfälische Straßenbahn Ende 1929 Strecken mit einer Gesamtlänge von 75 km.
Da viele Linien sich in dem Gebiet der benachbarten Straßenbahnbetriebe befanden, wurden einige Strecken mit diesen im Gemeinschaftsbetrieb befahren. Mit der BOGESTRA gab es vier gemeinsame Linien und mit der Vestischen Kleinbahn eine gemeinsame Linie. So unterhielt das Unternehmen 1930 insgesamt 12 Linien.
In den folgenden Jahren lagen die Einnahmen stets unter den Ausgaben, so dass sich die finanzielle Situation zunehmend verschlechterte. 1931 war das Unternehmen mit insgesamt 9,6 Millionen Reichsmark bei den Vereinigten Elektrizitätswerken, einem niederländischen Bankenkonsortium, der Preußischen Hypothekenbank und zahlreichen kleineren Geschäftsleuten verschuldet. Ein Vorschlag der Stadt Bochum, die seit der Eingemeindung der Gemeinde Gerthe Miteigentümer war, eine Betriebsgemeinschaft mit der BOGESTRA einzurichten, wurde von den übrigen Gemeinden abgelehnt. So stellt die Stadt Bochum den Konkursantrag.
Die BOGESTRA übernahm  am 12. August 1931 den Betrieb der Westfälischen Straßenbahn zunächst auf Kosten der Gesellschaftergemeinden, nach Eröffnung des Konkursverfahrens am 12. Dezember dann auf Kosten der Konkursmasse. Im Rahmen des Verfahrens wurden die Strecken von Hiltrop zur Zeche Constantin, von Leithe nach Wattenscheid und von Rölinghausen nach Horsthausen eingestellt. Nach Abschluss des Konkursverfahrens am 21. Oktober 1937 übernahm die BOGESTRA alle Strecken und Grundstücke der Westfälischen Straßenbahn und am 1. Januar 1938 alle Linien. Daraufhin wurden die unwirtschaftlichen Strecken von Herne nach Höntrop, von Herne nach Horsthausen und von Herne nach Gerthe eingestellt. Somit war die von Hugo Stinnes schon 1914 angestrebte Vereinigung der Straßenbahnen im Umfeld von Bochum mit dem Ende der Westfälischen Straßenbahn Realität geworden.

## Führung der einzelnen Strecken und deren Geschichte
Die historischen Streckenverläufe lassen sich in der Regel mit Hilfe von alten Stadtplänen und Landkarten, insbesondere den jeweiligen Messtischblättern (Nummern 4309, 4408 – 4410, 4508 – 4510) lokalisieren. Einige davon sind als Digitalisate online abrufbar:

### Baukau – Eickel Markt – Günnigfeld – Wattenscheid – Höntrop
Herne-Baukau, Abzweig Strünkeder Str., heute Bahnhofstr. / Bismarckstr., Anschluss an die Strecke der Straßenbahn Herne – Baukau – Recklinghausen. – (Bismarckstr.) – (La-Roche-Str.) – (Verlängerung La-Roche-Str. quer übers heutige Autobahnkreuz Herne) – Bahnübergang – (Cranger Str.) – (Juliastr.) – (Bielefelder Str., früher Friedrichstr.) –  Eickel II = Holsterhausen, Kreuzung alte Dorstener Str. / Aschebrock / Bielefelder Str., späteres Gleisdreieck zur Strecke nach Wanne-Eickel Hbf  – (Bielefelder Str.) – Dorneburg, Kreuzung Bielefelder Str. / Dorneburger Str. / Königstr. – (Königstr.) – Eickel Markt, Kreuzung der BOGESTRA-Strecke Bochum – Wanne-Eickel Hbf, – (Auf der Wenge) – heutiger St.-Jörgen-Platz  – (Rainerstr.) – (Richard-Wagner-Str.) – (Hordeler Str.) – Betriebshof Eickel – (Hordeler Str.) – Kreuzung Bahntrasse, Grenze Eickel / Günnigfeld – (Günnigfelder Str.) – Kreuzung Erzbahntrasse – Einmündung Günnigfelder Str. / Ulrichstr., späterer Abzweig der BOGESTRA-Strecke nach Ückendorf und vom 16. September 1924 bis 30. Oktober 1928 Gemeinschaftsverkehr BOGESTRA / Westfälische Straßenbahn von Eickel II nach Gelsenkirchen-Horst Süd – (Günnigfelder Str.) – (S-förmiger Straßenverlauf mit Unterführung des Sammelbahnhofs der Zeche Holland I und II) – (Hüller Str.) – (Hagenstr.) – Wattenscheid Alter Markt, Anschluss an BOGESTRA-Strecke Bochum – Wattenscheid – Gelsenkirchen und an die Strecke nach Leithe der Westfälischen Straßenbahn – (Oststr.) – (Westenfelder Str.) – Westenfeld - Kreuzung der Bahnstrecke Bochum – Essen unweit des Bhf Wattenscheid – (Westenfelder Str.) – Höntrop Kirche, Kreuzung Wattenscheider Hellweg / Höntroper Str. / Westenfelder Str. – (Höntroper Str.) – Bhf Wattenscheid-Höntrop.
Inbetriebnahme Baukau – Höntrop Kirche durch die Kommunale Straßenbahn des Landkreises Gelsenkirchen: 16. Januar 1908. Verpachtet an die Westfälische Straßenbahn: 12. November 1913. Verkauf an die Westfälische Straßenbahn: 21. November 1926. Inbetriebnahme Höntrop Kirche – Bhf Wattenscheid-Höntrop durch die Westfälische Straßenbahn: 17. Dezember 1929.
Stilllegung Bhf Höntrop – Eickel Markt und Herne Bismarckstr. – Eickel II, Dorstener Str.: 31. Dezember 1937.

### Wattenscheid – Leithe
Wattenscheid, alter Markt – (Weststr.) – Leithe, Kreuzung Weststr. / Kemnastr.
Inbetriebnahme durch die Westfälische Straßenbahn: 11. Oktober 1925.
Stilllegung: 20. Februar 1932.

### Wanne-Eickel Hbf – Eickel II – Holsterhausen, Dorstener Str.
Wanne-Eickel Hbf – (Herner Str.)  – Bahnunterführung – (Dorstener Str. in alter Streckenführung, westlich der heutigen) – Eickel II = Holsterhausen, Kreuzung Dorstener Str. / Aschebrock / heutige Bielefelder Str., Anschluss mit Gleisdreieck an die Strecke Herne, Bismarckstr. – Eickel Markt – Wattenscheid – Höntrop der Kommunalen Straßenbahn Landkreis Gelsenkirchen.
Inbetriebnahme durch die Westfälische Straßenbahn: 23. Dezember 1921. Einstellung des Betriebs wegen der  Hyperinflation: 7. Februar 1922 bis 11. April 1923. Wiederaufnahme als Teil einer Gemeinschaftsstrecke mit der BOGESTRA bis 2. März 1931, wieder getrennter Betrieb durch die Westfälische Straßenbahn. Nach deren Konkurs und Übernahme durch die BOGESTRA durchgehender Betrieb Bochum – Wanne-Eickel Hbf – Eickel II. Nach kriegsbedingter Einstellung Juli 1943 bis 17. April 1944. Kurzzeitige Streckenführung Eickel II – Wanne-Eickel Hbf – Gelsenkirchen-Horst bis 7. November 1944. Wiederaufnahme des Verkehrs 5. April 1946.
Stilllegung durch die BOGESTRA: 3. August 1955.

### Bochum – Castrop
Bochum, Südbahnhof, ca. 750 m südwestlich des heutigen Hauptbahnhofs – (Kortumstr.) – Bochum, Kanalstr. / Kortumstr.  – (Kanalstr., heutiger Nordring, Schwanenmarkt) – (Castroper Str.) – Gabelung früherer Castroper Hellweg / Harpener Hellweg / Auf der Bochumer Landwehr, alte Straßenführungen beim Bau des Ruhrschnellwegs und des Anschlusses Bochum-Harpen verschwunden, Abzweig der Strecke nach Kirchharpen und Lütgendortmund. – (Castroper Hellweg) – Kolonie Grümer Baum – (Castroper Hellweg) – Depot Hiltrop – (Castroper Hellweg) – Gerthe, Kreuzung Castroper Hellweg / Lothringer Str. / Hiltroper Landwehr, Abzweig der Strecke nach Herne. – (Lothringer Str.) – Abzweig Lothringer Str. / Schürbankstr., spätere Zweigstrecke zur Zeche Lothringen über Lothringer Str. und Kirchharpener Str., nicht belegt ist, ob dieser nur 250 m lange Streckenast jemals mit Fahrgästen in Betrieb gegangen ist. – (Schürbankstr.) – Deutlich später (15. November 1928 ?) wurde in Gerthe zwischen den Abzweigen der Lothringer Str. und der Schürbankstr. auch im Castroper Hellweg ein Gleis in Betrieb genommen, fortan Einbahnbetrieb, also stadtauswärts Richtung Castrop über Lothringer Str. und Schürbankstr., in Gegenrichtung über den Castroper Hellweg. Nach Stilllegung der Strecke Castrop – Gerthe wurde daraus eine weiträumige Schleifenfahrt. –  (Castroper Hellweg) – Grenze Gerthe / Obercastrop – (Bochumer Str.) – Kreuzung Bochumer Str. / Karlstr. / heutiger Altstadtring – (Widumer Str.) – (Münsterstr.) – Castrop Münsterplatz, Anschluss an die Strecken Herne – Castrop der Straßenbahn Herne-Castrop (HCR) und Dorstfeld –  Marten – Zeche Ickern der Elektrischen Straßenbahn des Landkreises Dortmund.
Inbetriebnahme Bochum, Kanalstr. (Schwanenmarkt) – Gerthe durch die Bochum-Castroper Straßenbahn: 23. Dezember 1908. Verlängerung Gerthe – Castrop: 20. Dezember 1909. Verlängerung Bochum, Südbahnhof – Bochum, Kanalstr. (Schwanenmarkt): 6. November 1910. Inbetriebnahme Castroper Hellweg zwischen Schürbankstr. und Lothringer Str.: 15. November 1928 ?
Stilllegung Castrop, Münsterplatz – Gerthe: 8. Mai 1967. Stilllegung Schleifenfahrt Gerthe, Lothringer Str. und Schürbankstr.: 30. April 1980.

### Bochum – Kirchharpen – Lütgendortmund Markt – (Lütgendortmund Bhf)
Bochum, Südbahnhof, ca. 750 m südwestlich des  heutigen Hauptbahnhofs – (Kortumstr.) – Bochum, Kanalstr. / Kortumstr.  – (Kanalstr., heutiger Nordring, Schwanenmarkt) – (Castroper Str.) – Gabelung früherer Castroper Hellweg / Harpener Hellweg / Auf der Bochumer Landwehr, alte Straßenführungen beim Bau des Ruhrschnellwegs und des Anschlusses Bochum-Harpen verschwunden, Abzweig der Strecke nach Gerthe – Castrop – (Harpener Hellweg) – Kirchharpen, Abzweig Harpener Hellweg /  Werner Str., heute Am Ruhrpark – (Harpener Hellweg) – Holte-Kreta – (Harpener Hellweg) – Kreuzung Harpener Hellweg / Provinzialstr. / Limbecker Str., Anschluss an die Strecke Bommern – Witten – Langendreer – Castrop der Märkischen Straßenbahn. – (Limbecker Str.) – Lütgendortmund Markt – (Lütgendortmunder Str.) – (Lütgendortmunder Hellweg) – (Borussiastr.) – Lütgendortmund Bhf, heute Bhf Dortmund-Germania, Streckenende zwischen den beiden dortigen Eisenbahnstrecken und gegenüber der Einmündung der Steinhammer Str., dort Anschluss an die Strecke nach Marten und Dorstfeld der  Elektrischen Straßenbahn des Landkreises Dortmund.
Inbetriebnahme Bochum, Kanalstr. (Schwanenmarkt) – Kirchharpen durch die Bochum-Castroper Straßenbahn: 23. Dezember 1908. Verlängerung Bochum, Südbahnhof – Bochum, Kanalstr.: 6. November 1910. Verlängerung Kirchharpen – Lütgendortmund, Markt: 20. Januar 1912.
Inbetriebnahme Lütgendortmund Markt – Lütgendortmund Bhf durch die Märkische Straßenbahn: 11. Dezember 1902.
Stilllegung Lütgendortmund Bhf – Lütgendortmund Markt: 31. Januar 1955. Lütgendortmund, Markt – Kirchharpen, Werner Str.: 30. Juni 1969

### Herne – Kolonie Constantin – Gerthe
Herne Mitte, Kreuzkirche – (Steinweg, heute An der Kreuzkirche) – (Wiescherstr.) – späterer Abzweig Richtung Hiltrop – (Kronenstr.) – (Mülhauser Str.) – (Landwehrweg) – Kolonie  Constantin – Grenze Sodingen / Gerthe – (Hiltroper Landwehr) – Gerthe Mitte / Kirche, Kreuzung Hiltroper Landwehr / Castroper Hellweg, Anschluss an die Strecke Bochum – Gerthe – Castrop der Bochum-Castroper Straßenbahn
Inbetriebnahme durch die Straßenbahn der Stadt Herne mit Betriebsführung durch die Straßenbahn Herne-Sodingen, Abschnitt Herne – Kolonie Constantin (Stadtgrenze Gerthe): 21. Oktober 1908. Verlängerung Kolonie Constantin – Gerthe: 22. Dezember 1910. Übernahme durch die Westfälische Straßenbahn: 15. Mai 1912.

### Herne – Hiltrop
Herne Mitte, Mont-Cenis-Str. / Goethestr., nähe Kreuzkirche – (Wiescherstr.) – Hiltrop Kirche, heutige Dietrich-Benking-Str.
Inbetriebnahme: 1. Dezember 1929 durch die Westfälische Straßenbahn. Die geplante Verlängerung zur Kolonie Grümerbaum wurde nicht verwirklicht.
Stilllegung 1931

### Herne – Horsthausen – Röllinghausen
Herne Mitte, Vinckestr. / Schulstr. – ursprünglich (Schulstr.) – (Baumstr.) – (Eschstr.)  / ab 1921 Streckenverlegung mit Bündelung aller Herner Straßenbahnlinien in der Bahnhofstr: (Bahnhofstr.) – (Eschstr.) / weiter (Roonstr.) – (Viktoriastr.) – (Werderstr.) – Horsthausen, Bahnübergang der Zeche Friedrich der Große - (Werderstr.) - (weiterer Verlauf der Straße sowie des damals quer dazu verlaufenden Stichkanals Henrichenburg - Herne mitsamt der Brücke darüber beim Bau der heutigen Autobahn verschwunden) – (Nordstr.) – (Horsthauser Str.) – (Pöppinghauser Str.) – Überquerung Rhein-Herne-Kanal – (Pöppinghauser Str.) – (Paul-Gerhardt-Str.) – Grenze Horsthausen / Recklinghausen-König Ludwig – (Horsthauser Str.) – Kreuzung Marienstr. / Merveldtstr. / Horsthauser Str., Endhaltestelle  Röllinghausen in  RE-König Ludwig, Anschluss an die Strecke nach Recklinghausen Hbf der Straßenbahn Recklinghausen mit Betriebsführung durch die Vestischen Kleinbahnen.
Inbetriebnahme Herne - Horsthausen, Werderstr., Bahnübergang Zeche Friedrich der Große, durch die Westfälische Straßenbahn: nach dem 20. Dezember 1912 (Datum der behördlichen Abnahme). Verlängerung  mit Überbrückung der Zechenbahn bis zum Rhein-Herne-Kanal: 24. Juli 1914. Verlängerung bis Röllinghausen: August 1914. Betriebsunterbrechung wegen der  Hyperinflation 1922 – 1923. Durchgehender Gemeinschaftsverkehr mit den Vestischen Kleinbahnen: Recklinghausen Stadtgarten – RE Mitte – RE Süd – Röllinghausen – Herne – Gerthe: vom 18. September 1925 bis 1. April 1930, dann auf RE-Süd – Gerthe verkürzt, ab Anfang 1932 ohne Gemeinschaftsverkehr.
Stilllegung: 31. Januar 1937

### Bommern – Langendreer – Lütgendortmund – Merklinde – Castrop
Bommern, Germania-Denkmal, Straßengabelung Elberfelder Str. / Wengernstr. – (Bodenborn) – (Ruhrmannstr.) – damaliger Bahnhof Bommern – Ruhrbrücke – (Ruhrstr.) – Witten Markt – (Hauptstr.) – (Augustastr.) – (Breite Str.) – (Crengeldanzstr.) – Gabelung Crengeldanzstr. / Hörder Str., späterer Abzweig der BOGESTRA-Strecke nach Kaltehardt – Laer – Bochum. – (Hörder Str.) – (Langendreerstr.) – (Hauptstr.) – Langendreer Markt, Kriegerdenkmal – Bhf Langendreer Nord, damaliger Zugang Nordseite – (Provinzialstr.) – Werkstatt / Depot Lütgendortmund, auf Höhe Werner Str. – (Provinzialstr.) – Kreuzung Provinzialstr. / Harpener Hellweg / Limbecker Str., spätere Kreuzung mit der Strecke Bochum – Kirchharpen – Lütgendortmund der Straßenbahn Bochum-Castrop. – (Provinzialstr.) – (Wittener Str.) – Kranefeld / Merklinde, Wittener Str. 347 – (Wittener Str.) – (Am Markt) – (Münsterstr.) – Castrop Bhf, heute Castrop-Rauxel Süd.
Eröffnung Bommern Bhf – Bhf Langendreer Nord: 5. Januar 1899. Bommern Denkmal – Bommern Bhf: 9. Mai 1899. Bhf Langendreer-Nord – Kranefeld: 6. September 1900. Kranefeld – Castrop: 25. August 1901.
Inbetriebnahme durch die Märkische Straßenbahn, Liquidierung und Übergang Anfang 1912 an die Bochum-Castroper Straßenbahn, deren Umbenennung am 15. Mai 1912 in Westfälische Straßenbahn, Übergang nach Konkurs an die Bochum-Gelsenkirchener Straßenbahn am 1. Januar 1938
Stilllegung Langendreer – Castrop: 1. Dezember 1951. Bommern – Witten Rathaus: 18. Oktober 1954.

### Langendreer Markt / Denkmal – Bahnhof Langendreer Süd (heute West) – Ümmingen – Laer
Langendreer Markt / Denkmal, Verknüpfung mit der Strecke Bommern-Castrop der Märkischen Straßenbahn. – (Alte Bahnhofstr.) – Bahnhof Langendreer Süd, Am Uhlenwinkel, Kaisersteg, heute in fast gleicher Lage S-Bahn-Haltepunkt Langendreer West) – (Ümminger Str. – (Ortsdurchfahrt Ümmingen auf nicht mehr vorhandenen Sträßchen) – (Wittener Straße) – (Alte Wittener Straße) – Laer.
Inbetriebnahme Langendreer Denkmal – Ümmingen durch die Märkische Straßenbahn: 11. Januar 1899. Verlängerung Ümmingen – Laer: 21. Dezember 1901.
Betriebseinstellung Langendreer Markt / Denkmal - Bhf Langendreer Süd: Ende 1937. Reaktivierung: 1940. Stilllegung Bhf Langendreer Nord – Bhf Langendreer Süd (heute Haltepunkt L.-West): 31. Mai 1951

### Bhf Witten West (Hbf) – Witten Markt – Bhf Witten Nord – Bhf Annen Nord – Bhf Annen Süd – (Rüdinghausen)
Bahnhofsvorplatz Witten West, heute Witten Hbf, Gleisschleife als Blockumfahrung Bellerslohstr. / Lessingstr. – (Bergerstr.) – (Bahnhofstr.) – Witten Markt, Anschluss an die Strecke Bommern – Witten – Langendreer – Lütgendortmund – Castrop der Märkischen Straßenbahn. – (Johannisstr.) – (Pferdebachstr.) – Kreuzung Ardeystr. / Pferdebachstr. – (Pferdebachstr.) – Bhf Witten Nord der stillgelegten Rheinischen Bahn – (Diakonissenstr.) – (Rheinische Str.) – (Dortmunder Str.) – (Wittener Bruch) – (Westfalenstr.) – (Erlenstr.) – (Annenstr.) – Bhf Annen Nord – (Bebelstraße) – (Kreisstr.) – Bhf Annen Süd der stillgelegten Rheinischen Bahn. Die ursprünglich vorgesehene Verlängerung nach Rüdinghausen über die Kreisstr. wurde zwar ab 1902 fertig gebaut, aber nie in Betrieb genommen. Neubaustrecke zwischen der Kreuzung Pferdebachstr. / Ardeystr. und der Annenstr. in Annen: (Ardeystr.) – (Annenstr.), anschließend Stilllegung der Altstrecke.
Inbetriebnahme Witten Markt – Bhf Annen Süd durch die Märkische Straßenbahn: 4. Januar 1899. Verlängerung bis Bhf Witten West / Hbf: 16. Oktober 1902. Neubaustrecke Pferdebachstr. – Annenstr. durch die Westfälische Straßenbahn: 15. Dezember 1915. Güter-Umgehungsstrecke Crengeldanzstr, – Ardeystr. – Johannisstr. zur Entlastung des Knotens Witten Markt: 19. Dezember 1918.
Stilllegung Altbaustrecke Ardeystr. – Annenstr. durch die Westfälische Straßenbahn: 14. Dezember 1914. Stilllegung  Bhf Annen Süd – Bhf Annen Nord: zwischen 1920 und 1928 (nicht genauer belegt). Stilllegung Schleife am Hbf Witten: 10. November 1982. Stilllegung Bhf Annen Nord – Witten Markt durch die BOGESTRA: 24. Dezember 1984. Stilllegung Güter-Umgehungsstrecke und der Strecke Witten Bahnhofstr. – Witten Hbf: 28. September 1985.

### Bahnhof Langendreer Süd – Werne Amt – Werne Ewald – Werkstatt / Depot Lütgendortmund – Markt – Lütgendortmund Bhf
Bahnhof Langendreer Süd, Am Uhlenwinkel, Kaisersteg, beim heutigen Haltepunkt Langendreer West. – (Bahnunterführung Gasstraße) – (Heinrich-Gustav-Straße, früher Bahnhofstr.) – (Kreyenfeldstraße, früher Kaiserstr.) – Amtshaus  Werne – (Kreyenfeldstraße) – (Werner Hellweg) – Werne Ewald, benannt nach einem Gasthof, Werner Hellweg Nr. 543. 200 m westlich, Hausnummer 531, lag ohne Gleisverbindung die Endhaltestelle Werne Berg der konkurrierenden Bochum-Castroper Straßenbahn, die vom Amt Werne aus einen getrennten Linienweg nahm. – (Werner Hellweg) – (Provinzialstraße) – Werkstatt / Depot Lütgendortmund, auf Höhe Werner Straße / Provinzialstraße, hier Verknüpfung mit der Strecke Bommern – Castrop der Märkischen Straßenbahn  – (Werner Str.) – Lütgendortmund Markt – (Limbecker Str.) – (Lütgendortmunder Str.) – (Borussiastr.) – Bahnhof Lütgendortmund (heute S-Bahn-Haltepunkt Dortmund-Germania).
Inbetriebnahme Bhf Langendreer Süd (heute West) – Lütgendortmund Markt durch die Märkische Straßenbahn: 12. August 1900. Verlängerung Lütgendortmund Markt – Lütgendortmund Bhf: 11. Dezember 1902.
Stilllegung Lütgendortmund Markt - Werne Amtshaus: Ende 1937. Stilllegung Lütgendortmund Bhf – Lütgendortmund Markt (durch die BOGESTRA: 31. Januar 1955)

### Bhf Langendreer Nord – Werne Amtshaus
Bahnhofsvorplatz Langendreer Nord – (heutiger Wallbaumweg) – (Am Heerbusch) – Werne Amt. Planung und Baubeginn noch durch die Märkische Straßenbahn. Spätere Weiterführung Richtung Lütgendortmund.
Inbetriebnahme durch die Westfälische Straßenbahn: nach dem 28. November 1913 (Datum der behördlichen Abnahme).
Stilllegung durch die BOGESTRA; 30. Juni 1969

### Witten – Heven – Herbede
Witten, Bahnhofstr. – Bahnunterführung – (Herbeder Str.) – (Hans-Böckler-Str.) – (geradeaus auf zur Bauzeit straßenferner Trasse, heute Teil der Straße Wannen, bis zur Einmündung heutiger Fischertalweg, früher alte Führung der Straße Wannen) - (in Seitenlage der Straße Wannen) – (parallel zur Friedrich-List-Str.) – (ab Kreuzung Hellweg straßenferne Trasse parallel zur 100 m südlich verlaufenden heutigen Universitätsstr.) – Heven Dorf – (Dorfstr.) – (straßenferne Überlandtrasse parallel zu Am Spielhof) – (geradlinige Überlandtrasse parallel zum Brückenkamp, heute noch als begrünter Bahndamm ablesbar) – (Ossenkamp) – (Herbeder Str.) – In der Lake - Ruhrbrücke – (Herbeder Str.) - Endstation Herbede, Gerberstr. Am Ende des Zweiten Weltkriegs wurde der Westteil der Herbeder Ruhrbrücke gesprengt, nach Kriegsende ab Oktober 1946 der Betrieb der Strecke wieder aufgenommen, endete nun aber auf dem östlichen Brückenteil, Herbede war nur noch zu Fuß über einen provisorischen Steg zu erreichen. Am 13. Januar 1947 stürzte ein weiteres Teilstück der Brücke ein, mit einem Straßenbahnzug darauf, der gestoppt werden konnte. Es gab Verletzte. Erst nach dem Wiederaufbau der Ruhrbrücke ging die Strecke am 7. November 1952 wieder bis Herbede in Betrieb.
Inbetriebnahme durch die Westfälische Straßenbahn, Witten Bahnhofstr. - In der Lake (östliches Ruhrufer): 1. Oktober 1929. Verlängerung von In der Lake - Endstation Herbede: nach Fertigstellung der Herbeder Ruhrbrücke (Juli 1943) im Herbst 1934. 
Stilllegung Herbede – Heven Dorf durch die BOGESTRA: 27. Mai 1972.